# Thecla maraches
Thecla maraches är en fjärilsart som beskrevs av Druce 1912. Thecla maraches ingår i släktet Thecla och familjen juvelvingar. Inga underarter finns listade i Catalogue of Life.